# Euphorbia distans
Euphorbia distans är en törelväxtart som beskrevs av William Vincent Fitzgerald. Euphorbia distans ingår i släktet törlar, och familjen törelväxter. Inga underarter finns listade i Catalogue of Life.